# بيل كارسون (لاعب دوري الرغبي)
بيل كارسون (بالإنجليزية: Bill Carson)‏ هو لاعب دوري الرغبي أسترالي، ولد في 1932 في سيدني في أستراليا، وتوفي بنفس المكان في 1985.